# Сомонійон
Сомонійон (тадж. Сомониён) — селище міського типу в Таджикистані, центр району Рудакі.
Площа селища становить 390 га (0,22 % площі району Рудакі). Населення Сомонійона 15 783 мешканці (2000).
Селище розташоване за 20 км на південь від Душанбе, за 6 км від річки Кофарніган, на висоті 790 м від рівня моря. Харчова, взуттєва (фабрика «Пойафзол») промисловість, виробництво сільськогосподарської продукції, тваринництво (ТОВ «Рухшона»).
Перші документи, які свідчать про появу поселення датовані IX—XII століттями. У різні періоди селище називалося Кук-тош (синій камінь), Чоргултеппа, Сангмасчід (кам'яна мечеть), Тадтхон, Койташ.
6 жовтня 1938 року кишлак Койташ перейменовано на селище міського типу імені Карахана Сардарова на честь політичного діяча початку XX століття К. Сардарова. У 1970 році селище перейменоване на Ленінський на честь сотої річниці від дня народження російського політичного діяча, голови Раднаркому В. І. Ульянова (Леніна). У 1998 році Ленінський перейменовано на Сомонійон на честь 1100-ї річниці заснування держави Саманідів.
У селищі знаходяться Палац культури імені Караматулло Курбанова, історико-краєзнавчий музей, два торговельних центри.